# Риос, Эмили
Э́мили Кла́ра Ри́ос (англ. Emily Clara Rios, род. 27 апреля 1989, Лос-Анджелес, Калифорния, США) — американская актриса, известная благодаря ролям на телевидении.

## Биография
Риос родилась в Лос-Анджелесе, Калифорния.
Первоначальную известность ей принесла главная роль в независимом фильме 2006 года «Пятнадцатилетняя». На телевидении Риос имела второстепенные роли в сериалах «Мужчины среднего возраста», «Огни ночной пятницы», «Во все тяжкие» и «Частная практика». В 2013 по 2014 год она снималась на регулярной основе в сериале FX «Мост». После его закрытия она присоединилась ко второму сезону сериала HBO «Настоящий детектив».
Риос — открытая лесбиянка.

## Фильмография
| Год  | Название на русском                | Название на английском            | Роль             | Примечания |
| ---- | ---------------------------------- | --------------------------------- | ---------------- | --- |
| 2005 |                                    | For Them                          | Lydia            | Короткометражный фильм |
| 2006 | Пятнадцатилетняя                   | Quinceañera                       | Magdalena        | Номинация — ALMA Award за лучшую женскую роль в кинофильме Номинация — Премия «Молодой актёр» лучшей молодой актрисе в ведущей роли Номинация — Imagen Foundation Award за лучшую женскую роль в кинофильме |
| 2007 |                                    | The Blue Hour                     | Happy            | |
| 2007 |                                    | Stain on the Sidewalk             | Vanessa          | |
| 2008 | Порочный круг                      | Vicious Circle                    | Angel            | |
| 2009 |                                    | Down For Life                     | Vanessa          | |
| 2009 |                                    | The Winning Season                | Kathy            | |
| 2010 | Ранчо любви                        | Love Ranch                        | Muneca           | |
| 2010 | Пит Смаллс мёртв                   | Pete Smalls Is Dead               | Xan              | |
| 2011 | Большие мамочки: Сын как отец      | Big Mommas: Like Father, Like Son | Isabelle         | |
| 2016 |                                    | Paint It Black                    | Pen              | |
| 2016 |                                    | The Infamous                      | Alice Calderon   | |
| 2018 | Если Бил-стрит могла бы заговорить | If Beale Street Could Talk        | Виктория Роджерс | |

| Год       | Название на русском       | Название на английском          | Роль               | Примечания |
| --------- | ------------------------- | ------------------------------- | ------------------ | --- |
| 2007      | Скорая помощь             | ER                              | Tracy Martinez     | Эпизод: «Under the Influence»                                                                                       |
| 2008      | Ищейка                    | The Closer                      | Elena Contreras    | Эпизод: «Sudden Death»                                                                                              |
| 2008      | Доктор Хаус               | House                           | София              | Эпизод «Emancipation»                                                                                               |
| 2009—2011 | Мужчины среднего возраста | Men of a Certain Age            | Maria              | 12 эпизодов |
| 2010—2011 | Огни ночной пятницы       | Friday Night Lights             | Epyck Sanders      | 4 эпизода |
| 2010—2013 | Во все тяжкие             | Breaking Bad                    | Андреа Кантильо    | 10 эпизодов |
| 2012—2013 | Частная практика          | Private Practice                | Angela Reilly      | 3 эпизода |
| 2013—2014 | Мост                      | The Bridge                      | Adriana Mendez     | Регулярная роль, 24 эпизода Номинация — Imagen Foundation Award за лучшую женскую роль второго плана на телевидении |
| 2013      | Почти человек             | Almost Human                    | Paige              | Эпизод: «Are You Receiving?»                                                                                        |
| 2014      | Гримм                     | Grimm                           | Frankie Gonzales   | Эпизод: «The Good Soldier»                                                                                          |
| 2015      | Мыслить как преступник    | Criminal Minds                  | Tammy Vasquez      | Эпизод: «Outlaw» |
| 2015      | Настоящий детектив        | True Detective                  | Betty Chessani     | |
| 2015      | От заката до рассвета     | From Dusk Till Dawn: The Series | Ximena Vasconcelos | |
| 2017-2018 | Снегопад                  | Snowfall                        | Лусия Вильянуэва   | 20 эпизодов |